# Carmiña, flor de Galicia
Carmiña, flor de Galicia és una pel·lícula muda espanyola del gènere comèdia, dirigida per Rino Lupo i escrita d'Antonio Rey Soto l'any 1926. Es va estrenar a Madrid el 28 d'octubre de 1926 i al Teatro Rosalía de Castro a Vigo el 17 de febrer de 1927. La música, basada en els vents gallecs, va ser arranjada per a l'ocasió pel compositor Santos Rodríguez Gómez i interpretada sota la seva direcció, pel cor Queixume dos Pinos.
Els exteriors es van filmar a Vigo, Mondariz i altres localitzacions de Pontevedra, i a Santa Maria da Feira a Portugal. Els interiors van ser filmats a l'estudi Invicta Film a Porto. La publicitat de la pel·lícula a Galícia es va fer en gallec.

## Argument
La pel·lícula és un melodrama de l'entorn gallec contemporani, protagonitzada per Carmiña que es veu abandonada, després d'anar a la ciutat, acompanyant el seu pretendent, un comte. Desesperada, la protagonista decideix suïcidar-se, però el seu vell xicot la salva de la mort, i el comte finalment penedit torna amb ella. En una història paral·lela explicada en una llegenda medieval a través d'una analepsis, un nen assassina el seu senyor per evitar que compleixi el dret de la primera nit amb la seva noia.

## Repartiment
- Maruja del Mazo
- Irene Salazar
- Aida de Lupo
- Eduardo Prados
- Juan Muñoz del Río

## Ligações externas
- Carmiña, flor de Galicia a YouTube

 ]